# Алсу
Алсу́ Рали́фовна Абра́мова (девичья фамилия — Са́фина; род. 27 июня 1983, Бугульма, Татарская АССР, РСФСР, СССР), более известная мононимно как Алсу́ — российская певица, телеведущая, актриса. Заслуженная артистка РФ (2018), народная артистка Республики Татарстан (2010), народная артистка Республики Башкортостан (2019). Артист ЮНЕСКО во имя мира (2011).  Представительница России на музыкальном конкурсе «Евровидение—2000», заняла второе место.
Член Международного союза деятелей эстрадного искусства (Москва).

## Биография
Родилась 27 июня 1983 года в городе Бугульме Татарской АССР. По национальности — татарка.
Музыкальная карьера Алсу началась в 1998 году, когда певице было 15 лет. Её два первых сингла «Зимний сон» и «Иногда» получились весьма удачными и до сих пор являются визитной карточкой певицы. Первый музыкальный сборник под названием «Алсу» поступил в продажу 15 сентября 1999 года. За первые 6 месяцев было продано свыше 700 000 копий данного альбома. В поддержку альбома Алсу дала ряд сольных выступлений по городам России в 1999 и 2000 годах.
Художественным руководителем её коллектива стал певец Вадим Байков (им он пробыл до декабря 2005 года). Он же был в 2004—2005 годах её продюсером.
В мае 2000 года представляла Россию на музыкальном конкурсе «Евровидение», где заняла второе место, выступив с песней «Solo» на английском языке. До победы Димы Билана в 2008 году второе место было самым высоким достижением России в этом конкурсе. В августе 2000 года Алсу приступила к записи англоязычного альбома «Alsou» на студии «Universal Music Corporation». Диск записывался в Великобритании, Швеции и США. Российский релиз альбома состоялся 10 июля 2001 года. Помимо России, диск вышел в Германии, Австрии, Польше, Чехии, Болгарии, Малайзии и Таиланде.
Дебютный альбом был переиздан 2 раза — в октябре 2001 года под прежней обложкой с 2 новыми песнями и в мае 2002 года ещё с тремя бонус-треками.
В 2002 году работала над сольным альбомом «19», который вышел в России 14 февраля 2003 года. В альбом вошли такие песни как «Вчера», «Всё равно», «Первый раз» и другие. На территории России было продано свыше 800 тысяч копий альбома «19». В поддержку альбома Алсу дала ряд успешных сольных выступлений в России, Казахстане, Азербайджане, Украине, Грузии, Латвии.
С 2003 года Алсу работала над вторым англоязычным альбомом. Диск было решено назвать «Inspired», поскольку Алсу выступила автором большинства записанных песен (автором текстов и соавтором музыки). Осенью 2004 года в России был выпущен сингл «Always on my mind». Релиз сингла в Великобритании, запланированный на март 2005 года, не состоялся, несмотря на телеротацию высокобюджетного видеоклипа на британских музыкальных каналах и промотур Алсу по радиостанциям. После ряда переносов релиза сингла лейбл Mercury отказался от планов выпуска альбома «Inspired».
В 2007 году вступила в «Единую Россию». В 2008 году, после пяти лет перерыва, Алсу выпустила музыкальный альбом «Самое главное». В конце того же года вышел в свет ещё один диск на башкирском и татарском языке под названием «Туган Тел» (Родной Язык).
16 мая 2009 года была ведущей финала песенного конкурса «Евровидение», проходившего в Москве, в паре с ведущим Иваном Ургантом. В 2009 году дебютировала в фильме режиссёра Светланы Дружининой «Тайны дворцовых переворотов. Фильм 7-й. Виват, Анна!». Алсу в нём досталась роль фрейлины по имени Мадлен.
В 2010 году Алсу, Жасмин, Ирина Дубцова, Татьяна Буланова и Лера Кудрявцева объединились, чтобы записать детскую колыбельную «Спи, моё солнышко» в поддержку благотворительного проекта Pampers и UNICEF «1 упаковка = 1 вакцина» по предотвращению столбняка у новорождённых детей и их матерей. 17 февраля 2010 года певица Алсу удостоена звания «народный артист Республики Татарстан».
В 2011 году стало известно, что певица владеет 19,97 % банка «Местный Кредит». Такие же доли в банке принадлежат её мужу Яну Абрамову и его отцу Рафаэлю Абрамову — по 19,97 %.

В 2012 году вышел альбом колыбельных песен «Фея добрых снов», получивший смешанную рецензию Алексея Мажаева. По мнению критика, этот альбом 
не возвращает певицу в русло активной вокальной карьеры, зато продолжает удачно поддерживать имитацию деятельности… Нежный и мягкий голос Алсу как нельзя лучше подходит для исполнения песен и романтических баллад, так что попытки напомнить себе самой о многообещающем старте многообещающей карьеры на этом альбоме выглядят необязательными. А раз они есть, то посторонний слушатель не может не заметить, что со времён „Зимнего сна“ и „Иногда“ талантливая вокалистка Алсу не стала петь лучше. Половина альбома состоит из ремейков, но Алсу либо повторяет оригинал, либо украшает его необязательными излишествами».

Про новые колыбельные Мажаев пишет, что 
каждая из них по-своему хороша и вполне может быть рекомендована министерством детских садов для прослушивания в тихий час — однако собранные вместе они как-то перепутываются в сонном сознании и плохо запоминаются.

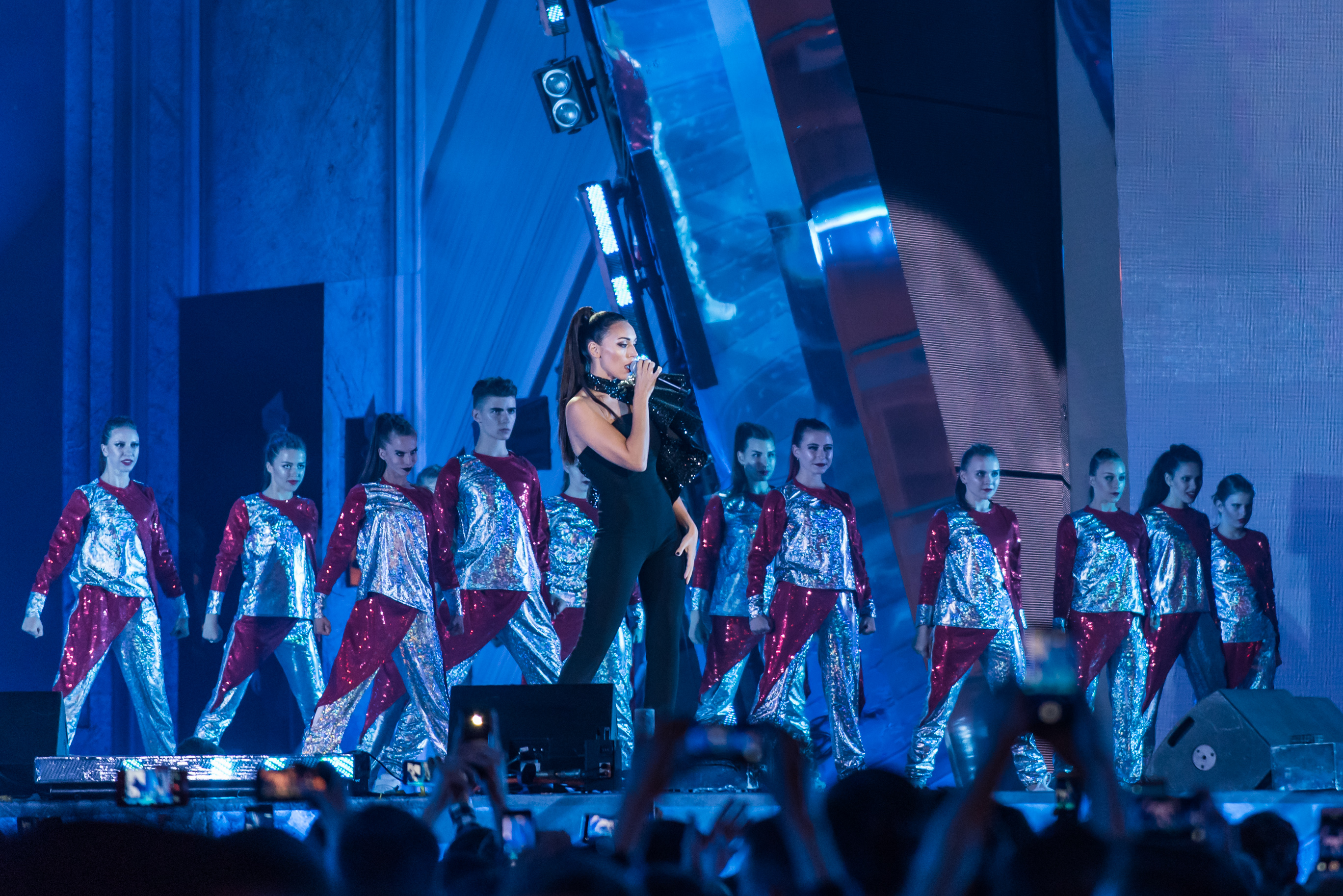
Алсу на Алых парусах 2018

В июне 2013 года в Баку прошли съёмки клипа Алсу на новую песню «Останься». В Баку помимо съёмок клипа певица также отметила своё 30-летие.
5 ноября 2013 года состоялась премьера клипа на песню «Останься».
В марте 2018 года состоялась премьера новой песни «Не молчи». Клип на песню вышел 9 апреля 2018 года.
11 ноября 2018 года в Казани в Ледовом Дворце спорта «Татнефть-Арена» и 14 ноября в Москве в Кремле состоялись юбилейные концерты, посвящённые 20-летию творческой деятельности и 35-летию певицы.
В 2019 году был снят клип на песню «Герои любимых романов». В 2021 году был снят клип с Эмином на песню «Разные». В том же году был снят клип на песню «Неба синь». В декабре 2021 года был снят клип на песню «Я люблю тебя».

## Личная жизнь
18 марта 2006 года Алсу вышла замуж за бизнесмена Яна Рафаэльевича Абрамова (род. 4 декабря 1977 года в Баку в семье горских евреев), председателя совета директоров компании «Новые оружейные технологии» (производство петард и фейерверков), сына банкира Рафаэля Яковлевича Абрамова, вице-президента Московской баскетбольной ассоциации, и председателя банка «Местный кредит». Имеет американский паспорт. Свадьба отличалась большим размахом торжеств. Свидетельство о браке получили из рук мэра Москвы Юрия Лужкова, а от родителей и гостей получили в подарок деньги, загородный дом в Москве, ювелирные украшения, автомобиль «Бентли». Торжественная часть прошла в ГЦКЗ «Россия», медовый месяц провели на архипелаге Фиджи.
7 сентября 2006 года в Седарс-Синайском медицинском центре (США) родила дочь, которой дали имя Сафина в честь деда — Ралифа Сафина.
29 апреля 2008 года в клинике «Ихилов» (Тель-Авив) певица родила вторую дочь Микеллу. Микелла занимается пением. Стала в апреле 2019 года победителем 6 сезона телевизионного шоу «Голос. Дети», но в результате скандала и последовавшего за ним расследования, в результате которого была выявлена накрутка голосов в пользу Микеллы, Первый канал аннулировал результаты голосования.
10 августа 2016 года в клинике «Ихилов» (Тель-Авив) родила сына Рафаэля.
24 мая 2024 года подала мировому судье Пресненского суда исковое заявление о разводе с Яном Абрамовым. Пара официально развелась в августе 2024 года.

## Семья
Отец — Ралиф Сафин — предприниматель, бывший вице-президент нефтяной компании «Лукойл», политик, член Совета Федерации Федерального собрания России от Республики Алтай. Мать — Разия Сафина (дев. Салахова), архитектор.
Дед по отцу — Рафил Сафин (ум. 2009), жил в селе Уяндыково. Бабушка по отцу — Халида Сафина (1929—2010), жила в селе Уяндыково.
Дед по матери — Исхак Салахович Салахов — служил в артиллерийском полку, в отделении минёров-сапёров. Войну встретил в Литве, был четырежды ранен. Бабушка по матери — Таскира Миргалиевна Салахова (род. 1930), живёт в Бугульме.
Брат Марат Сафин (род. 1977) — бизнесмен, президент компании «MARR Group» с 2002 года, входит в совет директоров банка «Зенит», окончил школу в Оксфорде, окончил Лондонскую школу экономики и политологии, (2000—2002) был исполнительным директором компании «MV Capital Group», занимался сахарным бизнесом в Молдове и телекоммуникационным бизнесом. Брат Ренард Сафин (род. 1996). Единокровный брат Руслан Сафин (род. 1973) — бизнесмен, генеральный директор ООО «МАРР Капитал», окончил Уфимский нефтяной колледж, был на стажировке в Канаде. Занимался нефтяным бизнесом, работал в «Лукойле».

## Гражданство
Алсу имеет российское гражданство и британское подданство.

## Дискография

### Альбомы
- 1999 — Алсу
- 2001 — Alsou (на английском языке)
- 2002 — Мне приснилась осень / I had an autumn dream
- 2003 — 19[англ.]
- 2008 — Самое главное
- 2008 — Родная Речь (Туган Тел) (на татарском и башкирском языках[43])
- 2011 — Фея добрых снов (Колыбельные песни)[44]
- 2013 — Inspired (на английском языке, записан в 2004 году)
- 2014 — Ты — Это свет
- 2015 — Письма, пришедшие с войны (альбом, посвященный 70-летию Великой Победы)[45][46]
- 2020 — Я хочу одеться в белое[47]

## Награды и номинации
| Год  | Награда      | Номинация            | Номинированная работа   | Результат |
| ---- | ------------ | -------------------- | ----------------------- | --------- |
| 2002 | «Песня года» | Лауреат фестиваля    | «Всё равно»             | Победа    |
| 2003 | «Песня года» | Лауреат фестиваля    | «Вчера»                 | Победа    |
| 2003 | «Песня года» | Лауреат фестиваля    | «Первый раз»            | Победа    |
| 2004 | «Песня года» | Лауреат фестиваля    | «Сон»                   | Победа    |
| 2005 | «Песня года» | Лауреат фестиваля    | «Небо»                  | Победа    |
| 2006 | «Песня года» | Лауреат фестиваля    | «Самое главное»         | Победа    |
| 2007 | «Песня года» | Лауреат фестиваля    | «А у моей любви»        | Победа    |
| 2008 | «Песня года» | Лауреат фестиваля    | «Я любила»              | Победа    |
| 2009 | «Песня года» | Лауреат фестиваля    | «Первый час января»     | Победа    |
| 2010 | «Песня года» | «Лучшая певица года» | Алсу                    | Победа    |
| 2010 | «Песня года» | Лауреат фестиваля    | «Я тебя не придумала»   | Победа    |
| 2011 | «Песня года» | Лауреат фестиваля    | «Иногда» (новая версия) | Победа    |
| 2012 | «Песня года» | Лауреат фестиваля    | «Я к тебе не подойду»   | Победа    |
| 2013 | «Песня года» | Лауреат фестиваля    | «Нет тебя дороже»       | Победа    |
| 2014 | «Песня года» | Лауреат фестиваля    | «Счастье ты моё»        | Победа    |
| 2015 | «Песня года» | Лауреат фестиваля    | «Разлюбить не в силах»  | Победа    |

- 1999 — IV «Золотой граммофон» за песню «Иногда»
- 2000 — 2 место, Евровидение
- 2000 — Заслуженная артистка Республики Татарстан
- 2002 — VII «Золотой граммофон» за песню «Всё равно»
- 2003 — VIII «Золотой граммофон» за песню «Вчера»
- 2009 — Премия «ТЭФИ» (2009) в номинации «Ведущий развлекательной программы» за «Евровидение-2009»[48]
- 2010 — Народная артистка Республики Татарстан
- 2011 — XVI «Золотой граммофон» за песню «Я тебя не придумала»
- 2015 — XX «Золотой граммофон» за песню «Иногда»[49]
- 2018 — Заслуженная артистка Российской Федерации (30 мая 2018 года) — за большой вклад в развитие отечественной культуры и искусства, средств массовой информации, многолетнюю плодотворную деятельность[2]
- 2019 — Народная артистка Республики Башкортостан

## Фильмография
| Год  |    | Русское название                                                            | Оригинальное название | Роль                         |
| ---- | -- | --------------------------------------------------------------------------- | --------------------- | ---------------------------- |
| 2005 | ф  | Ловушка для призраков                                                       | Spirit Trap           | Тина / Tina                  |
| 2008 | с  | Тайны дворцовых переворотов. Россия, век XVIII. Фильм седьмой. Виват, Анна! | —                     | Мадлен, фрейлина императрицы |
| 2022 | тф | СамоИрония судьбы                                                           | —                     | камео                        |

### Синглы (экранизированные, радиосинглы и коммерческие)
- 1999 — Зимний сон
- 1999 — Иногда
- 1999 — Весна
- 2000 — Solo
- 2000 — You’re my number 1 (совместно с Энрике Иглесиасом)
- 2001 — Before you love me
- 2001 — He loves me
- 2001 — Когда любовь ко мне придет
- 2002 — Осень
- 2002 — Run right out of time
- 2002 — Всё равно
- 2003 — Вчера
- 2003 — Мечты
- 2003 — Первый раз
- 2003 — Белая птица (Туда, где сбываются сны)
- 2004 — Always on my mind
- 2005 — Небо
- 2006 — Там, где рождается свет
- 2006 — Самое главное
- 2007 — А у моей любви
- 2008 — Сандугачым-гүзәлем
- 2009 — Первый час января
- 2010 — Я тебя не придумала
- 2010 — Спи, моё солнышко (совместно с Ириной Дубцовой, Жасмин, Татьяной Булановой и Лерой Кудрявцевой)
- 2011 — Там, где я
- 2011 — Облако волос
- 2012 — Ссора
- 2013 — Нет тебя дороже
- 2013 — Останься
- 2013 — Маленькое облачко
- 2014 — Дочь отца
- 2014 — Счастье ты мое
- 2014 — Ввысь
- 2014 — Ак калфак[50]
- 2015 — Разлюбить не в силах
- 2015 — Там, где нет тебя
- 2016 — Право на мечту
- 2016 — Тепло от любви
- 2016 — Я пойду чуть-чуть поплачу
- 2018 — Не молчи
- 2018 — Love U Back
- 2018 — Мы с тобой (совместно с Бастой)
- 2019 — К тебе
- 2019 — Герои любимых романов
- 2019 — К тебе
- 2020 — Вольтер
- 2021 — Небо синь
- 2021 — Разные (совместно с Эмином)
- 2021 — Я люблю тебя
- 2023 — Скучаю вопреки
- 2023 — Забудь
- 2023 — Буду я любить (совместно с Натаном)
- 2024 — Я учусь не бояться
- 2025 — Табу (совместно с Евой Власовой)

## Телевидение
С ноября 2013 по май 2014 года вела музыкально-развлекательную программу «Субботний вечер» с Николаем Басковым на канале «Россия».
В 2022 году приняла участие в третьем сезоне шоу «Маска» в образе Пчелы. Заняла 4-е место.